# Obiectul lui Hoag

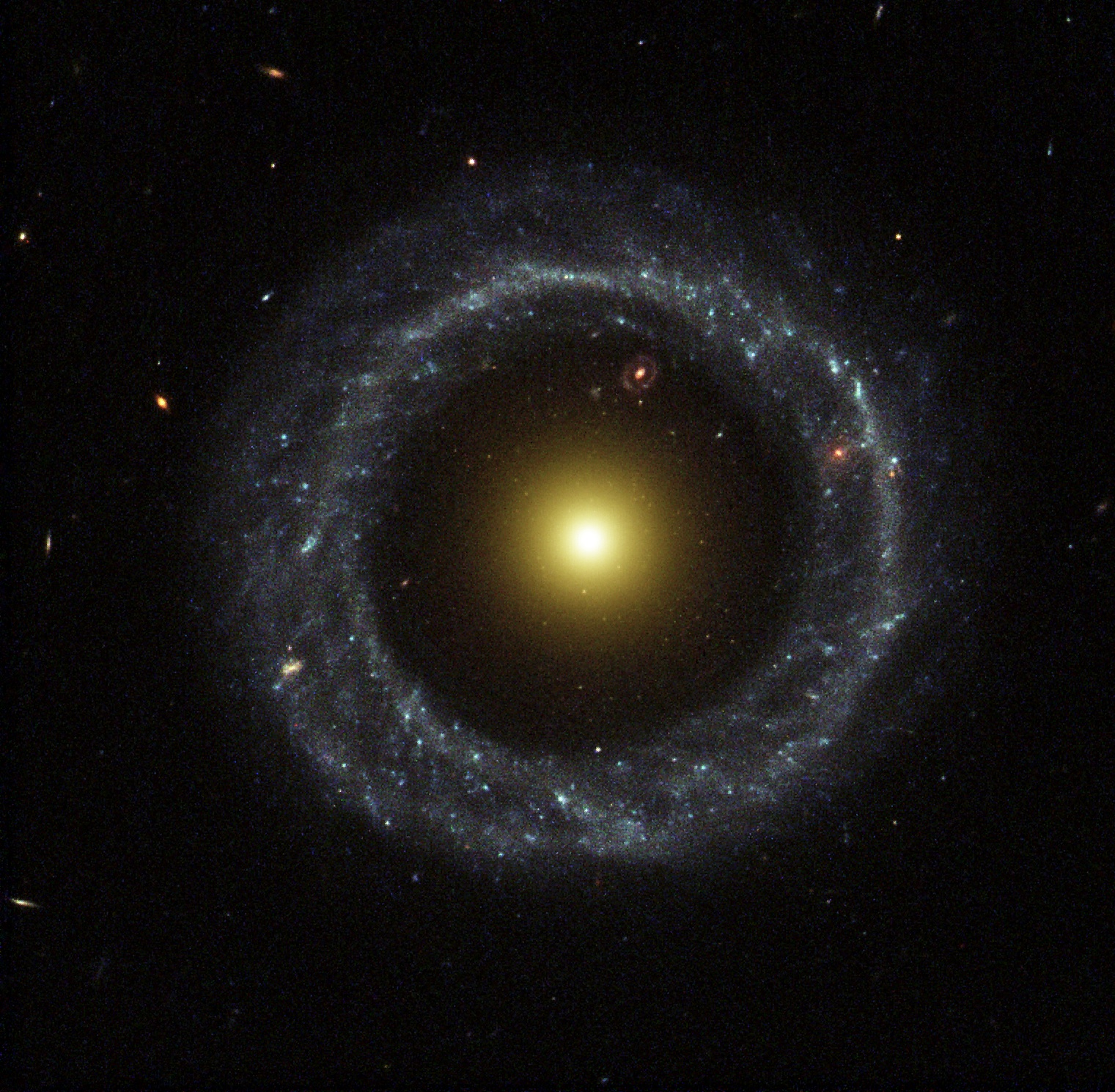
Obiectul lui Hoag, realizat de Telescopul Spaţial Hubble.

Denumirea Obiectul lui Hoag este dată unei galaxii atipice cunoscută sub numele de galaxie inelară. Aspectul acestui obiect astronomic este de interes atât pentru astronomii amatori, cât și pentru profesioniști. Galaxia a fost denumită după Arthur Allen Hoag, care a descoperit-o în 1950 și a identificat-o ca nebuloasă planetară.